# 李天禄
李 天禄（り てんろく、リ・ティエン・ロック、ベトナム語：Lý Thiên Lộc / 李天祿、天順5年5月1日（1132年6月15日） - 没年不詳）は、李朝大越の皇族。

## 生涯
天順5年5月1日（1132年6月15日）、第5代皇帝の神宗の長男として生まれる。母は神宗の寵愛を受けたとされるが不詳。神宗がその伯父にあたる第4代皇帝仁宗の後を受けて即位してから5年目の出生であった。同閏月には妹にあたる神宗の長女（名不詳）が誕生しているが出生後すぐに死去した。
神宗の後継者として立太子された。天彰宝嗣6年9月（1138年10月）に神宗が病で臥せるようになると、神宗の妃嬪である感聖夫人黎氏・明実夫人黎氏・日奉夫人の三人は金銭に貪欲だった参知政事の徐文通に賄賂を渡して、病状が重篤になった神宗の元に向かった。神宗は徐文通に対して李天禄に跡を継がせる旨の詔文を起草するように命じたが、三夫人に靡いていた徐文通はなかなか書こうとしなかった。到着した三夫人は神宗の前でにわかに嗚咽し始め、李天禄の生母の身分が高くないこと、李天禄が神宗の跡を継げばその母は傲るようになって嫉妬の情を抱き、自分たち母子が害されるようになるであろうことを涙ながらに訴えた。三夫人の訴えを聞き入れた神宗は感聖夫人の所生である次男の李天祚が幼少ながら嫡子であることから、李天祚を新たに皇太子とし、それまで太子であった李天禄は明道王（ベトナム語：Minh Đạo vương / 明道王）に改めて封じられた。
同年9月26日（10月31日）に神宗が都城内部の永光殿において23歳で崩御した後、10月1日（11月5日）に李天祚が3歳で即位（英宗）して紹明と改元、生母の感聖夫人が摂政皇太后となった。
『大越史記全書』の編者である呉士連は神宗が徐文通や三夫人の言われるままに李天禄を廃太子し、幼少の李天祚を皇太子に新たに据えたことについて、伊尹や周公のような社稷の臣が不在でその意見を聞き入れることもなく、宮廷の内外で邪臣が跋扈したことを神宗の治世における末年の痛恨事として惜しんでいる。
その後の李天禄は『大越史記全書』には名が見られず、没年も不詳である。呉時仕が編纂した『越史摽案』には、范成大が著した『桂海虞衡志』からの引用として、李天祚（英宗）には障害を持った兄弟がおり、その支持者が李天祚側の非を訴えるために宋に使者を送ったが、既に李天祚を交趾郡王に封じていた宋はこれを支持せず、その使者を捕縛したという記述を掲載している。呉時仕はこの「兄弟」を李天禄のことであるとしている。ただし、『文献通考』と李心伝が著した『建炎以来繋年要録』には同じく『桂海虞衡志』からの引用として、李天祚のほうが皇位の簒奪者であるとする記述も見える。また、『文献通考』にはこれも『桂海虞衡志』からの引用として、知諒州であった李天祚の兄が李天祚から皇位を奪おうと企てたが、事が発覚して雪河州に流され、その後に剃髪して浮屠（僧侶）となったことを記している。

## 参考資料
- 桃木至朗「ヴェトナム李朝の軍事行動と地方支配」『東南アジア研究』第24巻第4号、京都大学東南アジア研究センター、1987年3月31日、403-417頁、doi:10.20495/tak.24.4_403。
- 桃木至朗「一家の事業としての李朝：ベトナム王朝国家形成史への一死角」『東洋学報』第79巻第4号、東洋文庫、1998年3月、424-448頁、ISSN 0386-9067。
- 桃木至朗「大越(ベトナム)李朝の昇竜都城に関する文献史料の見直し」『待兼山論叢 史学篇』第44号、大阪大学大学院文学研究科、2010年12月24日、1-29頁、ISSN 0387-4818。

| スタブアイコン | サブスタブ | この項目は、まだ閲覧者の調べものの参照としては役立たない、人物に関連した書きかけの項目です。この項目を加筆・訂正などしてくださる協力者を求めています（P:人物伝/PJ:人物伝）。 |